# Harry Douglass, Baron Douglass of Cleveland
Harry Douglass, Baron Douglass of Cleveland (* 1. Januar 1902 in Middlesbrough, North Yorkshire; † 5. April 1978) war ein britischer Gewerkschaftsfunktionär, der zwischen 1953 und 1967 Generalsekretär der Eisen- und Stahlarbeitergewerkschaft (Iron and Steel Trades Confederation) war und 1967 als Life Peer aufgrund des Life Peerages Act 1958 Mitglied des House of Lords wurde.

## Leben
Douglass begann nach Beendigung des Schulbesuchs 1912 im Alter von dreizehn Jahren eine berufliche Tätigkeit als Stahlschmelzer und trat bereits kurz darauf der Eisen- und Stahlarbeitergewerkschaft (Iron and Steel Trades Confederation) als Mitglied bei. 1933 wurde er zum Mitglied des Exekutivrates dieser Gewerkschaft gewählt und nahm zwei Jahre darauf 1935 eine hauptberufliche Tätigkeit als Organisator dieser Gewerkschaft auf.
Nachdem er 1945 Vize-Generalsekretär der Gewerkschaft wurde, übernahm er 1953 als Nachfolger von Lincoln Evans die Funktion als Generalsekretär der Iron and Steel Trades Confederation und bekleidete dieses Amt vierzehn Jahre lang bis zu seiner Ablösung durch den bisherigen Schatzmeister der Labour Party Dai Davies 1967.
Douglass, der zeitweilig auch Präsident des Internationalen Metallgewerkschaftsbundes (IMB) und Vorsitzender des britischen Produktivitätsrates war, wurde auf dem Gewerkschaftskongress des gewerkschaftlichen Dachverbandes Trades Union Congress (TUC) 1967 in Brighton als Nachfolger von Joseph O’Hagan für eine einjährige Amtszeit zum Präsidenten des TUC gewählt und übte dieses Amt bis zu seiner Ablösung durch Lewis Wright, Baron Wright of Ashton-under-Lyne auf dem Gewerkschaftstag 1968 in Blackpool aus.
Durch ein Letters Patent vom 22. September 1967 wurde Douglass aufgrund des Life Peerages Act 1958 als Life Peer mit dem Titel Baron Douglass of Cleveland, of Cleveland in the County of Yorkshire, in den Adelsstand erhoben und gehörte damit bis zu seinem Tod dem House of Lords als Mitglied an. Seine offizielle Einführung (Introduction) in das Oberhaus erfolgte mit Unterstützung durch Walter Citrine, 1. Baron Citrine und Harold Collison, Baron Collison am 27. Oktober 1967.